# Laviai Nielsen
Pour les articles homonymes, voir Nielsen.
Laviai Nielsen (née le 13 mars 1996) est une athlète britannique, spécialiste du 400 mètres.

## Biographie
Elle est la sœur jumelle de Lina Nielsen, également spécialiste du 400 m.
Elle se révèle en 2015 en remportant la médaille d'or du 400 m et du relais 4 × 400 m lors des championnats d'Europe juniors d'Eskilstuna, en Suède.
Elle remporte la médaille d'argent du relais 4 × 400 mètres lors des championnats d'Europe en salle, à Belgrade, en compagnie de Eilidh Doyle, Philippa Lowe et Mary Iheke, et se classe par ailleurs quatrième de l'épreuve individuelle.
Le 9 août 2018, en demi-finale des championnats d'Europe de Berlin, Nielsen s'impose dans sa course en 51 s 21, record personnel, et se qualifie pour la finale.
Lors des championnats du monde 2022, à Eugene, elle remporte la médaille de bronze du relais 4 × 400 m, l'équipe du Royaume-Uni s'inclinant face aux États-Unis et à la Jamaïque.

## Palmarès
| Date | Compétition                       | Lieu             | Résultat | Épreuve         | Temps                    |
| ---- | --------------------------------- | ---------------- | -------- | --------------- | ------------------------ |
| 2015 | Championnats d'Europe juniors     | Eskilstuna       | 1re      | 400 m           | 52 s 58                  |
| 2015 | Championnats d'Europe juniors     | Eskilstuna       | 1re      | 4 × 400 m       | 3 min 34 s 36            |
| 2017 | Championnats d'Europe en salle    | Belgrade         | 4e       | 400 m           | 52 s 79                  |
| 2017 | Championnats d'Europe en salle    | Belgrade         | 2e       | 4 × 400 m       | 3 min 31 s 05            |
| 2017 | Relais mondiaux de l'IAAF         | Nassau           | 4e       | 4 x 400 m       | 3 min 28 s 72            |
| 2017 | Championnats d'Europe par équipes | Lille            | 4e       | 4 x 400 m       | 3 min 28 s 96            |
| 2017 | Championnats du monde             | Londres          | 2e       | 4 x 400 m       | 3 min 25 s 00            |
| 2018 | Championnats d'Europe             | Berlin           | 4e       | 400 m           | 51 s 21                  |
| 2019 | Championnats d'Europe en salle    | Glasgow          | 2e       | 4 x 400 m       | 3 min 29 s 55            |
| 2019 | Relais mondiaux de l'IAAF         | Yokohama         | 6e       | 4 x 400 m       | 3 min 28 s 96            |
| 2019 | Ligue de diamant                  | Ligue de diamant | 5e       | 400 m           | 51 s 70                  |
| 2019 | Championnats du monde             | Doha             | 4e       | 4 x 400 m       | 3 min 23 s 02            |
| 2022 | Championnats du monde             | Eugene           | 3e       | 4 x 400 m       | 3 min 22 s 64            |
| 2022 | Championnats d'Europe             | Munich           | 3e       | 4 x 400 m       | Participation aux séries |
| 2023 | Championnats du monde             | Budapest         | 2e       | 4 x 400 m mixte | 3 min 11 s 06            |
| 2023 | Championnats du monde             | Budapest         | 3e       | 4 x 400 m       | 3 min 21 s 04            |
| 2024 | Championnats du monde en salle    | Glasgow          | 4e       | 400 m           | 50 s 89                  |
| 2024 | Championnats du monde en salle    | Glasgow          | 3e       | 4 x 400 m       | 3 min 26 s 36            |
| 2024 | Championnats d'Europe             | Rome             | 6e       | 400 m           | 50 s 71                  |
| 2024 | Jeux olympiques                   | Paris            | 3e       | 4 × 400 m mixte | 3 min 8 s 01             |
| 2024 | Jeux olympiques                   | Paris            | 3e       | 4 x 400 m       | 3 min 19 s 72            |

## Records
| Épreuve | Épreuve      | Temps   | Lieu    | Date            |
| ------- | ------------ | ------- | ------- | --------------- |
| 400 m   | Plein air    | 49 s 87 | Londres | 20 juillet 2024 |
| 400 m   | Piste courte | 50 s 89 | Glasgow | 2 mars 2024     |